# Stuivenberg (Antwerpen)
Stuivenberg is een wijk die administratief Antwerpen-Noord wordt genoemd en in de volksmond beter bekend is als de Seefhoek. In Antwerpen worden Stuivenberg en Seefhoek vaak als twee aparte wijken genoemd, hoewel beiden in elkaar overvloeien en er geen duidelijke grens is. Met Stuivenberg wordt dan eerder de buurt rond het ziekenhuis bedoeld, terwijl met de Seefhoek meestal een groter geheel wordt bedoeld, met eventueel nog een stuk van de Amanduswijk bij. Desondanks zijn Seefhoek en Stuivenberg eerder synoniemen dan twee aparte wijken.  
De Stuivenberg was een terp- en stuifzandheuvel in Antwerpen waarover in de Middeleeuwen een dijkweg liep door het omliggende moerasgebied en die de verbinding vormde tussen Antwerpen en Dambrugge.
Ter verdediging van de stadsomwallingen bouwden de Fransen tijdens de belegering van 1812-1814 de Veldlunet Avy Stuivenberg, later bekend als Fort Carnot om de tegenstanders te beletten voordeel te halen uit deze hoogte.
De lunet wordt door een gemeenteraadsbesluit uit 2 mei 1873 afgebroken om plaats te maken voor het Stuivenbergstation, het huidige  Station Antwerpen-Dam.
De naam Stuivenberg leeft voort in  het Stuivenberg-ziekenhuis, het Stuivenbergplein, het premetrostation Stuivenberg en als alternatieve benaming voor de Seefhoekwijk.